# Nassau Veterans Memorial Coliseum

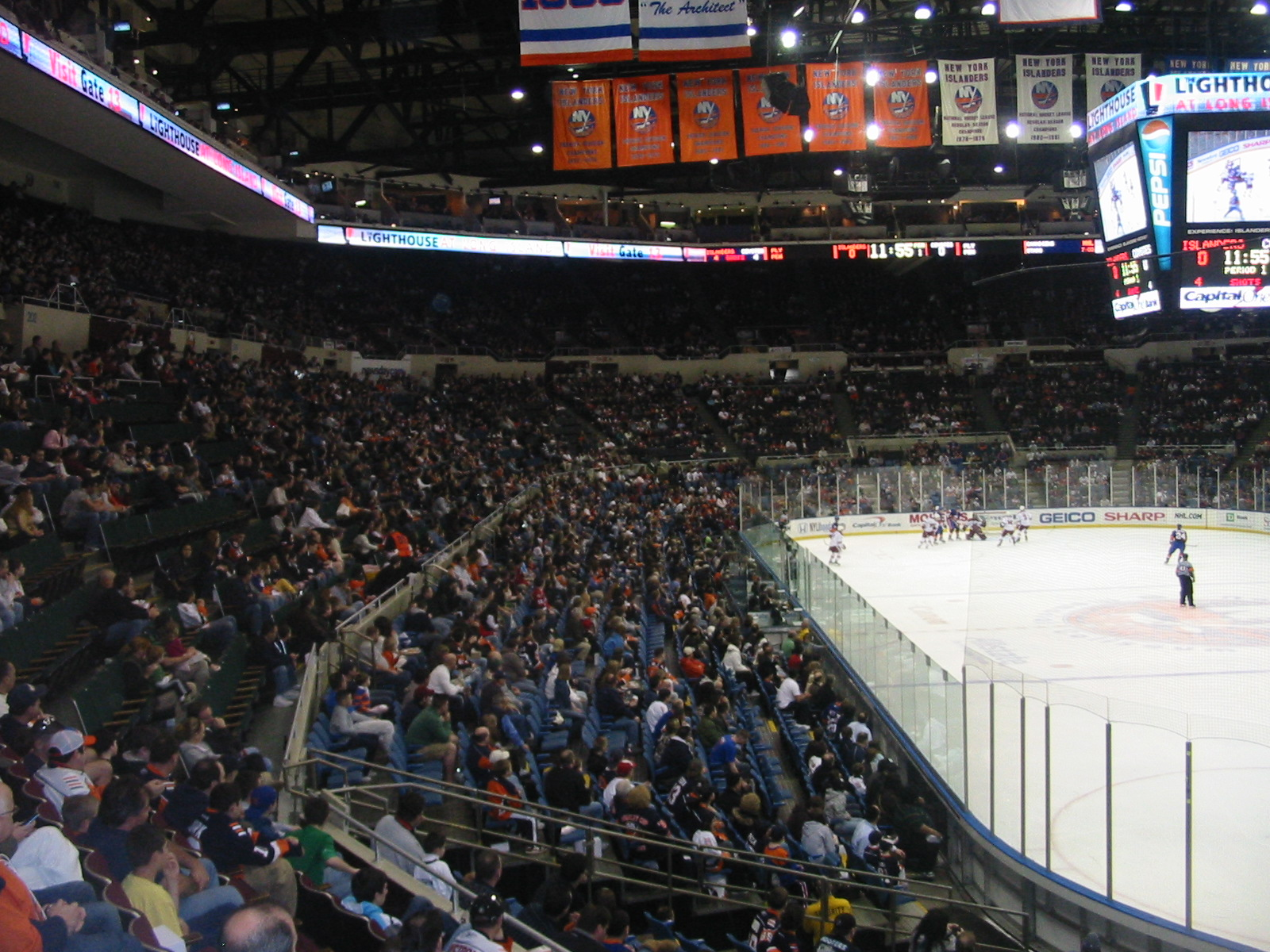
En ishockeymatch med New York Islanders i Nassau Veterans Memorial Coliseum, 2009.

Nassau Veterans Memorial Coliseum (populärt kallad Nassau Coliseum eller bara Coliseum) är en multiarena byggd på en 25 ha (62 tunnland) stor tomt på Long Island, i Uniondale, New York, USA. Arenan ligger 30 kilometer från staden New York och ungefär elva kilometer öster om stadsdelen (borough) Queens. Coliseum ligger på Mitchel Field, en före detta US Air Force-bas.
Arenan heter officiellt NYCB Live: Home of the Nassau Veterans Memorial Coliseum efter att New York Community Bank köpt rätten till namnet.

## Sport och underhållning
Coliseum var hemmaarena åt ABA- och sedermera NBA-laget New York Nets från 1972 till 1977. Det första sportevenemanget som anordnades på Coliseum var en 'Netsmatch mot Pittsburgh Condors 11 februari 1972.
NHL-laget New York Islanders spelade sina hemmamatcher här mellan 1972 och 2015, innan de flyttade till Barclays Center, de kom tillbaka när flytten till Barclay inte visade sig vara så lyckosam som man hoppats och de ska spela totalt 60 matcher där säsongerna 2018/2019 och 2020/2021.
Den var tidigare hemmaarena för New York Dragons Arena Football League team.
Under 2007 spelades fyra av lacrosselaget New York Titans National Lacrosse League team åtta hemmamatcher på arenan. De övriga fyra spelades i Madison Square Garden.
2017 blev arenan hemmaarena åt 'Nets NBA:s G League-lag (farmarliga) the Long Island Nets
UFC anordnade UFC on Fox: Weidman vs. Gastelum-galan här 22 juli 2017.
PFL anordnade två galor här säsongen 2018 och tre galor säsongen 2019